# Wonderland (film 2003)
Wonderland, distribuito anche come Wonderland - Massacro a Hollywood, è un film del 2003 diretto da James Cox.
Il film racconta la vera storia di cronaca nera degli omicidi di Wonderland Avenue, in cui fu coinvolto l'ex attore pornografico John Holmes.

## Trama
Nel 1981, in un appartamento in Wonderland Avenue a Los Angeles, vengono ritrovate quattro persone brutalmente assassinate, ritenute responsabili di una rapina ai danni di un potente gangster locale, Eddie Nash. Il caso suscitò molto scalpore dopo il coinvolgimento del "Re del Porno" John Holmes, quando la sua carriera era in declino e, in balia della sua tossicodipendenza, viveva di espedienti e a contatto con il mondo del crimine.